# The House of Quark
"The House of Quark" és el tercer episodi de la tercera temporada de la sèrie de televisió de ciència-ficció estatunidenca Star Trek: Deep Space Nine, el 49è de tota la sèrie. Originalment es van emetre en redifusió a partir del 10 d'octubre de 1994. Fou dirigit per Les Landau en base a un guió de Ronald D. Moore.
Ambientada al segle XXIV, la sèrie segueix les aventures a Espai Profund 9, una estació espacial situada prop d'un forat de cuc estable entre els Quadrants Alfa i Gamma de la Via Làctia, prop del planeta Bajor, mentre els bajorans es recuperen d'una brutal ocupació de dècades pels imperialistes cardassians. Molts episodis de la sèrie se centren en races com els ferengi, una espècie la cultura de la qual es dedica a la recerca de beneficis, i els klíngons, la cultura guerrera dels quals emfatitza l'honor. En aquest episodi, el taverner ferengi Quark causa accidentalment la mort d'un klíngon borratxo i acaba casat per la força amb la seva vídua.

## Argument
En un dia tranquil al bar de Quark, Quark és agredit per Kozak, un klingon borratxo i buscaraons. Durant la baralla, Kozak s'apunyala accidentalment i mor. Quark fingeix haver matat Kozak en defensa pròpia, atraient més clients al seu bar amb la seva nova notorietat. Aviat, un klíngon anomenat D'Ghor, que afirma ser el germà de Kozak, aborda Quark en privat i l'intimida perquè mantingui la seva mentida, dient que una mort accidental deshonraria la seva família.
La vídua de Kozak, Grilka, visita el bar de Quark, li extreu la veritat i el segresta al món natal dels klíngon, Qo'noS. Quark s'assabenta que Kozak no va deixar cap hereu masculí, deixant la Casa de Kozak sense líder, ja que normalment les dones no poden liderar una família. Si la mort de Kozak s'hagués declarat accidental, a Grilka se li hauria concedit una dispensa especial per fer-se càrrec de la família, però a causa de les mentides de Quark, tothom creu que Kozak va morir en combat. A més, D'Ghor no és el germà de Kozak, sinó l'arxienemic de Kozak, amb qui la Casa de Kozak està molt endeutada. Desesperada, Grilka es casa per la força amb Quark, convertint-lo en el nou cap de la família Kozak, cosa que impedeix legalment que D'Ghor s'apoderi de les seves propietats.
Després d'un començament difícil, Quark i Grilka desenvolupen respecte mutu. Quark inspecciona els llibres de comptes familiars i descobreix que durant diversos anys, D'Ghor ha estat utilitzant estafes financeres per debilitar els actius de la Casa de Kozak, cosa que és una conducta deshonrosa per a un klíngon. Quark exposa D'Ghor a l'Alt Consell Klíngon. D'Ghor pren represàlies exposant la mentida de Quark sobre les circumstàncies de la mort de Kozak i desafia Quark a un duel a mort.
Quark intenta fugir, però Grilka, que se sent culpable, el convenç perquè es quedi per enfrontar-se a D'Ghor. Al duel, Quark llença la seva arma a terra, denunciant el duel com que no és millor que una execució, ja que Quark no té cap possibilitat de guanyar i no hi ha cap honor en matar un ferengi desarmat. D'Ghor està content de matar Quark de totes maneres, però el canceller Gowron, disgustat per la conducta de D'Ghor, avorta el duel i desterra D'Ghor. Gowron dictamina que hi ha prou "circumstàncies inusuals" per concedir a Grilka una dispensa especial per dirigir la seva Casa en lloc del seu difunt marit. Grilka concedeix agraïdament el divorci a Quark.
En una trama secundària a "Espai Profund 9", Keiko O'Brien se sent avorrida i inútil després del tancament de la seva escola. El seu marit Miles li aconsella que es centri en la seva carrera botànica i la convenç d'anar a una expedició de recerca a Bajor.

## Actors convidats
- Max Grodénchik - Rom
- Mary Kay Adams - Grilka
- Robert O'Reilly - Gowron
- Rosalind Chao - Keiko
- Carlos Carrasco - D'Ghor
- Joseph Ruskin - Tumek

## Producció i guió
Aquest episodi va ser escrit per Tom Benko i Ronald D. Moore, i dirigit per Les Landau.
El concepte de l'episodi va començar amb Benko proponent una idea perquè Quark s'aconseguís una reputació de lluitador després d'un altercat amb un klíngon. Moore tenia una reputació entre els guionistes per tenir talent per als episodis klíngon, després de treballar a l'episodi de Star Trek: La nova generació "Els pecats del pare". Finalment, hi havia un desig de fa temps de fer un episodi de comèdia amb klíngons, i aquesta era la seva oportunitat.
L'episodi inclou escenes ambientades al Gran Saló, on es reuneix l'Alt Consell Klingon. Produir aquest escenari va suposar un repte pressupostari per al productor David Livingston. Això es va resoldre construint només la meitat del decorat del Gran Saló i revestint el decorat entre plans per mostrar l'altra meitat de la sala.

## Recepció
El 2012, l'episodi va ser revisat per Zack Handlen per a The A.V. Club, que el va trobar sorprenentment ben escrit per a un episodi centrat en Quark.
Keith DeCandido, en una ressenya de l'episodi per a Tor.com el 2013, li va donar una puntuació de nou sobre deu, descrivint-lo com "un bon episodi ferengi" i "un bon episodi klingon", amb bona intriga i històries d'amor.
A To Boldly Go: Essays on Gender and Identity in the Star Trek Universe, Zara T. Wilkinson elogia el matrimoni de Miles i Keiko O'Brien com una representació ben escrita d'una relació sana, citant la subtrama d'O'Brien en aquest episodi com a exemple.

## Llançaments domèstics
L'episodi es va estrenar el 3 de juny de 2003 a Amèrica del Nord com a part de la caixa recopilatòria DVD de la temporada 3. Aquest episodi es va publicar el 2017 en DVD amb la caixa completa de la sèrie, que tenia 176 episodis en 48 discs.
L'episodi es va publicar amb "Equilibrium" en un vídeocasset VHS.
El 6 de juliol de 1999 es va publicar en LaserDisc als Estats Units, juntament amb "Equilibrium".